# حديقة لوبيك الوطنية
حديقة لوبيك الوطنية (بالإنجليزية: Lobéké National Park)، هي حديقة وطنية في جنوب شرق الكاميرون داخل دائرة مولوندو في المقاطعة الشرقية، تقع في حوض الكونغو، ويحدها من الشرق نهر سانغا الذي يمثل الحدود الدولية للكاميرون مع جمهورية إفريقيا الوسطى وجمهورية الكونغو.

## التاريخ
- في مؤتمر وزراء الغابات في إفريقيا تقرر إنشاء منطقة نهر سانغا المحمية الثلاثية الوطنية داخل حوض الكونغو، والتي تشمل محمية دزانغا سانغا الخاصة في جمهورية إفريقيا الوسطى، والتي تضم متنزه نوابالي-ندوكي الوطني في جمهورية الكونغو ومتنزه لوبيك الوطني في الكاميرون.

- عام 1991، أجرى الصندوق العالمي للطبيعة تقييماً بيولوجياً للمنطقة وأوصى بحماية منطقة لوبيكي.

- في أكتوبر 1999، تم إعلان الحديقة حديقة وطنية.

- عام 2012، أصبحت منطقة سانغا الثلاثية الوطنية المحمية بأكملها بما في ذلك منتزه لوبيك الوطني أحد مواقع التراث العالمي.

- توجد داخل المنتزه أكثر من اثنتي عشرة منطقة من السافانا الطبيعية، والتي تتميز بأنها مستنقعات مالحة.[1]

## النباتات

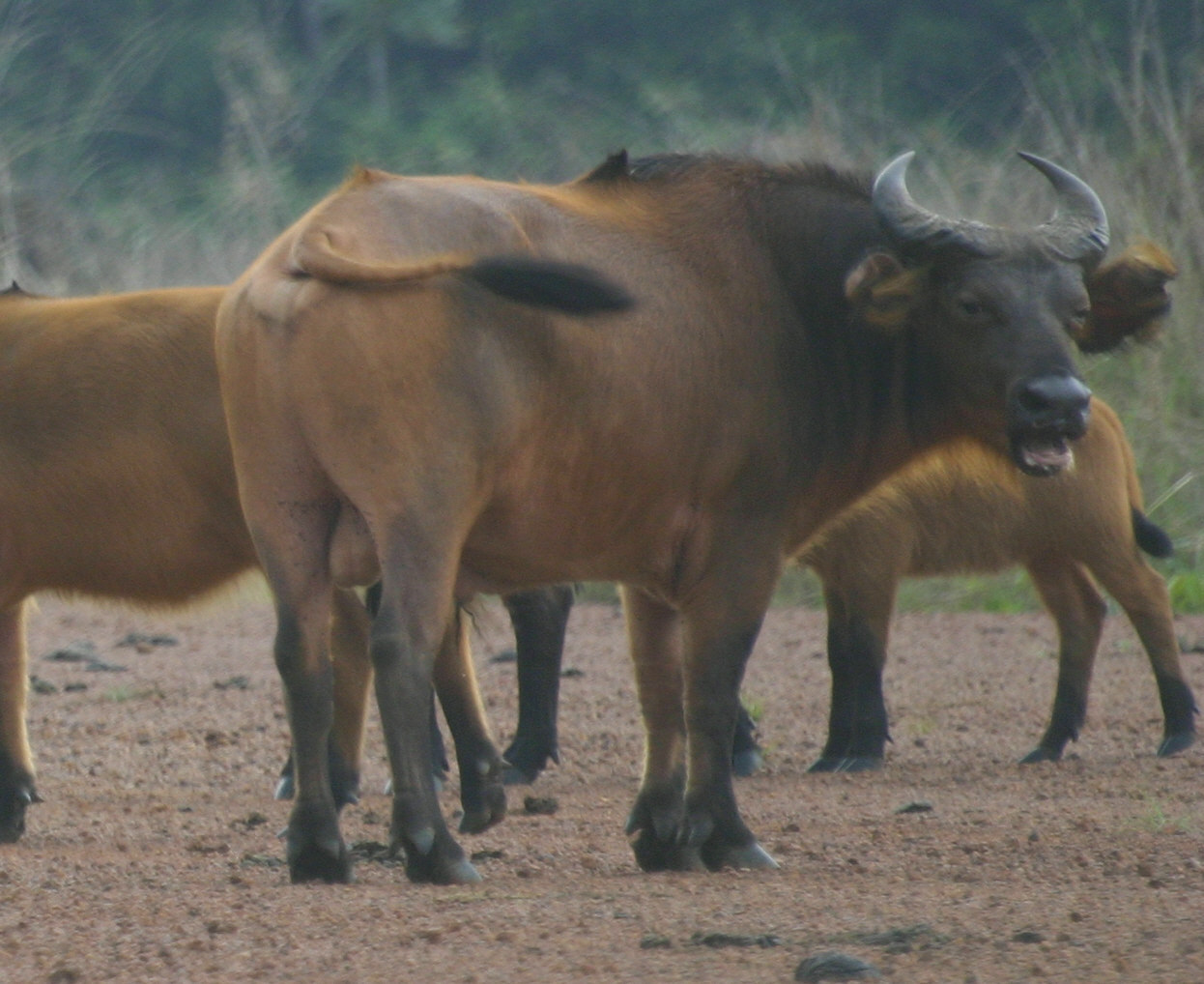
صورة من حديقة لوبيك الوطنية

لوبيكي هي في الغالب غابة شبه دائمة الخضرة، ولم يتم قطع الأشجار في معظمها، وتتميز الغابة بتنوع هائل من النباتات السائدة، يوجد أكثر من 300 نوع من الأشجار في لوبيكي. 

## الحيوانات
تم العثور على بعض أفيال الغابات الإفريقية وغوريلا الأراضي المنخفضة الغربية في جميع أنحاء إفريقيا في لوبيكي، وتشمل الحيوانات الأخرى الشمبانزي والغوريلا والفهود ، فضلا عن عشرة أنواع من ذوات حوافر الغابات.
كذلك يضم المخزون الحيواني 215 نوعًا من الفراشات، و134 نوعًا من الأسماك، و18 نوعًا من الزواحف، و16 نوعًا من البرمائيات.

## الطيور

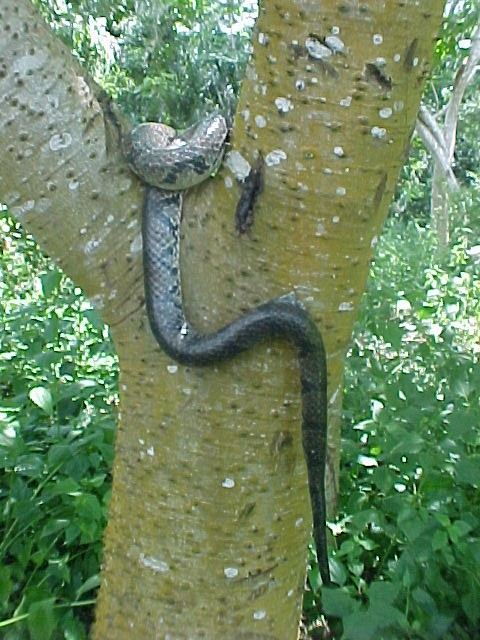
صورة من حديقة لوبيك الوطنية

تعتبر حديقة لوبيك الوطنية منطقة هامة للطيور، تم تسجيل أكثر من ثلاثمائة نوع من الطيور هنا، يمكن العثور على الحمام الأخضر الإفريقي، وطيور أبو قرن، والوقواق أصفر الحلق، والبومة الرملية، وطائر الرفراف المدعوم بالشوكولاتة في الحديقة، فهي منطقة طيور مهمة لطيور نقشارة نهر دجا.